# Saku, Nagano
För andra betydelser, se Saku (olika betydelser).
Saku (japanska: 佐久市   ?, Saku-shi) är en stad i Nagano prefektur i Japan. Staden fick stadsrättigheter 1961.

## Kommunikationer
Sakudaira station ligger på Hokuriku Shinkansen-linjen som ger förbindelse med höghastighetståg till Tokyo och Nagano - Toyama - Kanazawa.